# Aprosthema tardum
Aprosthema tardum is een vliesvleugelig insect uit de familie van de Argidae. De wetenschappelijke naam van de soort is voor het eerst geldig gepubliceerd in 1814 door Klug.